# Verrens-Arvey
Verrens-Arvey este o comună în departamentul Savoie din sud-estul Franței. În 2009 avea o populație de 782 de locuitori.

## Evoluția populației
| An        | 1975 | 1982 | 1990 | 1999 | 2006 | 2009 |
| --------- | ---- | ---- | ---- | ---- | ---- | ---- |
| Populație | 346  | 442  | 546  | 574  | 703  | 782  |